# Intendance de Flandre maritime
De Intendance de Flandre maritime of de Flandre du côté de la mer (resp. Zee- en Zeekantig Vlaanderen), ook genaamd département de Dunkerque, was een Frans district gevormd uit het op de Spaanse Nederlanden veroverde Maritiem Vlaanderen, voorheen deel van het graafschap Vlaanderen. Deze bestuurlijke eenheid, die bestond van 1668 tot 1715, was een van de kleinere van het Franse koninkrijk. De hoofdplaats was Duinkerke, al mocht de intendant zich ook in Ieper vestigen. Fiscaal was Flandre maritime een pays d'imposition, dat vanaf 1691 ressorteerde onder de Généralité de Lille. In 1715 werd het ook bestuurlijk onder Rijsel gebracht door het bij de Intendance de Flandre wallonne te voegen onder de nieuwe naam Intendance de Flandre.

## Geschiedenis
Op het einde van de Frans-Spaanse Oorlog verloor Spanje de Slag der Duinen (1658). De noordelijke expansiepolitiek van de Zonnekoning werd beloond met gebied aan de westkust van Vlaanderen (Duinkerke, Broekburg, Grevelingen). Deze veroveringen werden het volgende jaar erkend in de Vrede van de Pyreneeën, waarbij de strategische havenstad Duinkerke aan de Engelse bondgenoot toeviel, die hem in 1662 prompt weer aan Frankrijk verkocht. Bestuurlijk werden deze Vlaamse gebieden bij de Intendance de Picardie gevoegd.
Na nieuwe veroveringen in 1667, werd Paul Barillon d'Amoncourt gedurende het eerste semester van 1668 aangesteld tot intendant in de generaliteit Amiens, met verantwoordelijkheid voor "Artois, Boulonnais, Hainaut, pays conquis et reconquis". Daartoe behoorde ook de Vlaamse westkust. Van zodra de Vrede van Aken in mei 1668 de veroveringen had erkend, kreeg Maritiem Vlaanderen een eigen intendantie met Duinkerke als hoofdplaats en verder het grondgebied van de voormalige kasselrijen Veurne-Ambacht en Sint-Winoksbergen. Daarnaast ontstonden ook de Intendance de Flandre wallonne en de Intendance du Hainaut. Nieuwe invasies zorgden ervoor dat Maritiem Vlaanderen in 1677 werd uitgebreid met Ieper, Kassel, Belle, Waasten, Wervik en Poperinge.
Volgens het douanetarief van 1671 werden Frans-Vlaanderen en Frans-Henegouwen behandeld als vreemde provincies: ze vormden samen een douane-unie maar hadden een tolmuur met de rest van Frankrijk. Deze gebieden werden in 1676 ook samengebracht in een andere bestuurslaag met eerder politiek-ceremonieel belang, het Gouvernement-général de Flandre, Hainaut et Cambrésis. Ten slotte viel Maritiem Vlaanderen fiscaal onder het in 1691 opgerichte Bureau des Finances van de Généralité van Rijsel. In februari 1706 werd beslist dat Maritiem Vlaanderen een eigen Bureau des Finances zou krijgen in Ieper, maar door oorlogschaos werd daaraan nooit uitvoering gegeven.
In de Spaanse Successieoorlog werden grote delen van Maritiem Vlaanderen heroverd op Frankrijk, dat nieuwe grenzen moest aanvaarden in het Verdrag van Utrecht en het Barrièretraktaat. Op 9 oktober 1715 werd de intendantie Maritiem Vlaanderen daarom opgeheven en bij Waals-Vlaanderen gevoegd in wat voortaan de Intendance de Flandre heette. 

## Intendanten
- 1667-1672:	Louis Robert
- 1672-1680:	Denis Le Boistel de Chatignonville
- 1680-1699:	François Demadrys
- 1699-1705:	Charles-Honoré Barentin
- 1705-1708:	Charles-Étienne Maignart de Bernières
- 1708-1716: Claude-Louis Le Blanc